# Fortbewegung
Fortbewegung bezeichnet ganz allgemein die Bewegung von Objekten mit dem Ziel bzw. mit dem Resultat der Ortsveränderung. Gemeint ist meist die Ortsveränderung aus eigener Kraft. Es ist also ein Phänomen räumlicher Mobilität.
Im Kontext der Biologie bezeichnet Fortbewegung, hier auch Lokomotion genannt, ganz allgemein die aktive Bewegung biologischer Individuen (Lebewesen), welche eine Ortsveränderung zur Folge hat. Von der Lokomotion unterschieden wird sowohl die Motorik, die Bewegungsfähigkeit des Organismus in sich, (s. a. Lokomotorik) als auch die Taxis, die Orientierungsreaktion von Lebewesen.
Menschliche Fortbewegung geschieht allerdings häufig auch unter Zuhilfenahme von Hilfsmitteln (z. B. beim Fahren mit Fahrzeugen und Fliegen), teils dennoch aus eigener Kraft (Fahrrad, Roll- oder Schlittschuhe), teils werden externe Antriebe genutzt (Motoren, Tiere, Ausnutzung von Wind etc.). Letzteres ist beim Reiten, Benutzen von Zugtieren, Fahren mit Autos oder bei der Benutzung von Fördersystemen (Förderbänder, Rolltreppen, Aufzüge) der Fall.

## Physiologie
In der Biologie bezeichnet Fortbewegung die aktive Bewegung eines Individuums von Ort zu Ort aus eigener Kraft, angetrieben durch geeignete Bewegung von Gliedmaßen oder anderer anatomischer Teile. Formen der Fortbewegung sind beispielsweise Laufen, Gehen, Klettern, Hangeln, Kriechen, Krabbeln, Schwimmen und Fliegen. Wichtige Formen der Fortbewegung sind etwa Bipedie (zweifüßiger Gang) und Quadrupedie (vierfüßiger Gang).
Als das früheste bekannte nicht-mikroskopische Lebewesen, das sich fortbewegen konnte, gilt Yilingia spiciformis.
Mit der körperlichen Aktivität des Menschen beschäftigt sich die allgemeine Kinesik.

## Bionische Aspekte
Lokomotion ist eines der aktuell am meisten untersuchten Forschungsgebiete der Bionik. Zahlreiche Lokomotionsformen werden derzeit untersucht. Der Schlagflug der Vögel ist noch nicht komplett verstanden. Für unbemannte, fliegende Drohnen ist diese Form der Lokomotion aber hochinteressant. Drohnen, die als Vorbild Insekten haben, wären extrem wendig und könnten unzugängliche Stellen (z. B. Häuser) gut erreichen. Wird ein großer Vogel als Vorbild gewählt, so könnten Drohnen mit extremer energetischer Effizienz konstruiert werden. 
Fische können Vorbilder für energiesparende Tauchroboter (U-Boote) sein. Auch hier stellt die Natur mehrere Möglichkeiten: Thunfische sind extrem schnell, dafür ist die Wendigkeit relativ gering. Korallenriffe bewohnende Fische haben eine geringe Geschwindigkeit, dafür aber eine hohe Wendigkeit (sie müssen zwischen den Korallen gut hindurchschwimmen können). Je nach gewünschtem technischen Anwendungsfall kann ein entsprechendes Vorbild genutzt werden.